# スプリングフィールド・ユニオン駅 (マサチューセッツ州)
スプリングフィールド・ユニオン駅（英語：Springfield Union station ）は、アメリカ合衆国マサチューセッツ州スプリングフィールド ライマン・ストリート66にある駅。 全米各地を結ぶ旅客鉄道のアムトラックが乗り入れている。

## 概要
スプリングフィールド・ユニオン駅は1926年にボストン・アンド・オールバニー鉄道（B＆A）によって建設された。駅舎は左右対称のリチャードソニアン・ロマネスク様式の代表例である。当時、当駅にはニューヘイブン鉄道、ボストン・アンド・メイン鉄道（B＆M）も乗り入れ、連動装置を備えた信号扱所もあった。
1973年に駅舎は閉鎖され、1989年にスプリングフィールド再開発局（SRA）は、個人所有者から1ドルで駅を購入した。再活性化事業は、当時の市長リチャード・ニールによって始められたが、近隣のホテルが焼失して事業は休止した。市の幹部は、交通と再開発のための中心としてのユニオン駅を思い描いており、2008年10月までに、自治体、州、連邦政府は、持続可能で最新技術の複合交通施設をつくる計画を明らかにした。複合交通施設建設事業は連邦交通局のバス施設補助金と連邦高速道路局の渋滞緩和・空気汚染改善事業補助金から4,360万ドル、マサチューセッツ州から4,470万ドル、スプリングフィールド市の市債から580万ドル、計9,400万ドル以上の費用が充てられた。
構想から約30年、2017年6月にスプリングフィールド市民は、スプリングフィールド・ユニオン駅の再開発事業の完成を祝った。現在、複合交通施設は、パイオニア・バレー交通局（PVTA）の路線バスと都市間バスが発着している。そして、2018年には現在運行されているアムトラックの列車とともにスプリングフィールド・ニューヘイヴン通勤鉄道の運行が開始される予定である。

## 利用可能な鉄道路線／列車
アムトラックの停車する列車は下記の通り。
シカゴとボストン間の夜行長距離列車レイクショア・リミテッド … 1往復 発着（平日）
※当駅にはシカゴ-ボストン間の編成が停車。シカゴ行きはオールバニ・レンセラー駅にてニューヨーク-シカゴ間の編成と連結される。ボストン行きはオールバニ・レンセラー駅にてシカゴ-ニューヨーク間の編成との切り離しを行う。
スプリングフィールドとワシントン間の昼行長距離列車ノースイースト・リージョナル … 1本 出発（平日）
スプリングフィールドとニューヘイブン間の昼行短距離列車ニューヘイブン・スプリングフィールド・シャトル … 4本 出発（平日）
セントオールバンズとワシントン間の昼行長距離列車バーモンター … 1往復 発着（平日）

## バス
当駅から乗車できるバスは以下の通り。
中長距離バス
グレイハウンド
ピーターパン・バスラインズ
路線バス
パイオニア・バレー交通局 (PVTA) …1系統、2系統、3系統、4系統、5系統、6系統、7系統、10系統、11E系統、12E系統、14系統、17系統、20系統、20E系統、21系統、21E系統、92系統 